# اچ‌ام‌اس کالودن (۱۷۴۷)
اچ‌ام‌اس کالودن (۱۷۴۷) (به انگلیسی: HMS Culloden (1747)) یک کشتی بود که طول آن ۱۶۱ فوت (۴۹٫۱ متر) بود. این کشتی در سال ۱۷۴۷ ساخته شد.